# Negros

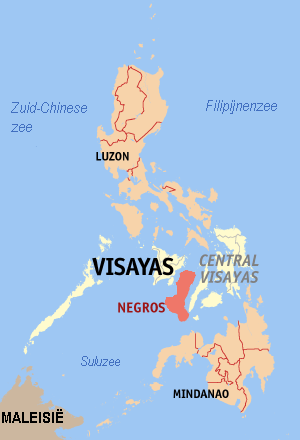
Negros tại Philippines

Negros là hòn đảo lớn thứ tư của Philippines, với diện tích lên tới 13.328 km². Hòn đảo bao gồm hai tỉnh là Negros Occidental (Negros Tây) và Negros Oriental (Negros Đông). Tổng dân số của cả hòn đảo là 3.700.000 theo số liệu thống kê năm 2000, mật độ dân số là 283 người/km²
Vì yếu tố hành chính cũng như văn hóa, hai tỉnh trên đảo được xếp thuộc hai vùng khác nhau, Negros Oriental thuộc vùng Trung Visayas còn Negros Occidental thuộc vùng Tây Visayas. Ranh giới giữa hai tỉnh là một dãy núi ở trung tâm của đảo. Tương ứng với đó, tỉnh phía tây (Negros Occidental) nói tiếng Ilongo hay có thể gọi là tiếng Hiligaynon, tỉnh phía đông (Negros Oriental) nói tiếng Cebuano, một ngôn ngữ lớn thứ hai tại Philippines với hơn 20 triệu người sử dụng. Hai ngôn ngữ chính thức của Philippines là tiếng Tagalog và tiếng Anh cũng được đa số người dân thông hiểu. Người dân trên đảo được gọi là Negrenses
Negros dược biết đến là nơi sản xuất đường chủ yếu của Phgilippines. Các cánh đồng trồng mía trải dài ra khắp hòn đảo. Các thành phố chính trên đảo là Bacolod ở Negros Occidental, và Dumagueta ở Negros Oriental. Núi lửa Kanlaon ở phía bắc của hòn đảo là một trong những núi lửa hoạt động mạnh nhất tại Philippines, Ngọn núi lửa này cũng là điểm cao nhất của hòn đảo cũng như toàn vùng Visayas.